# 7,5-cm-Gebirgskanone Ord 1906

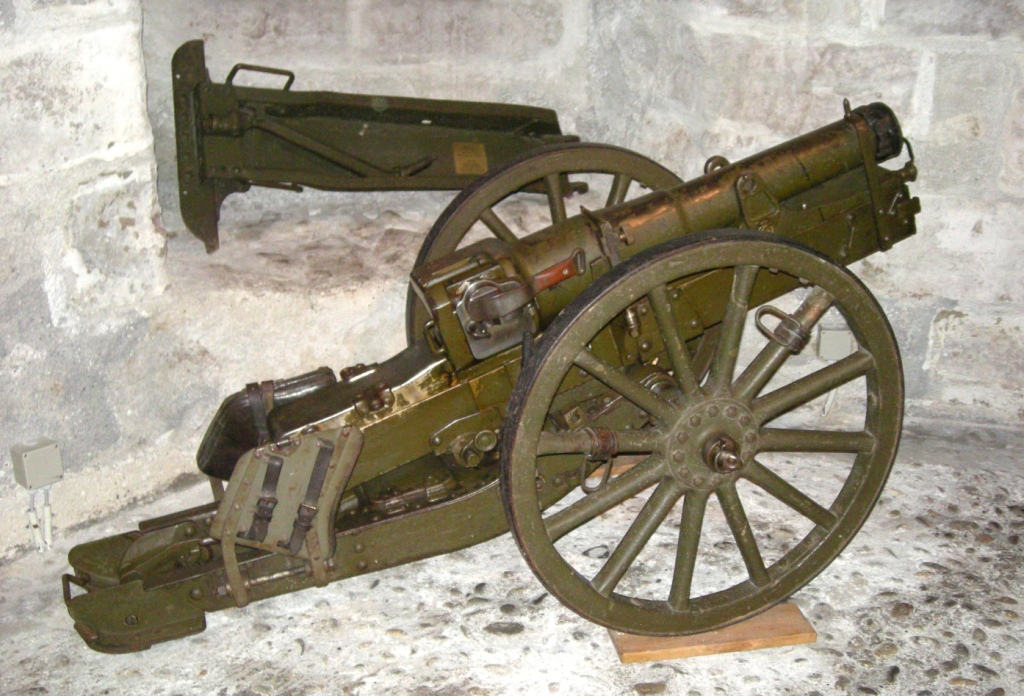
Gebirgskanone 1906, dahinter Lafettenhinterteil, Standort: Waadtländisches Militärmuseum Morges, Schweiz

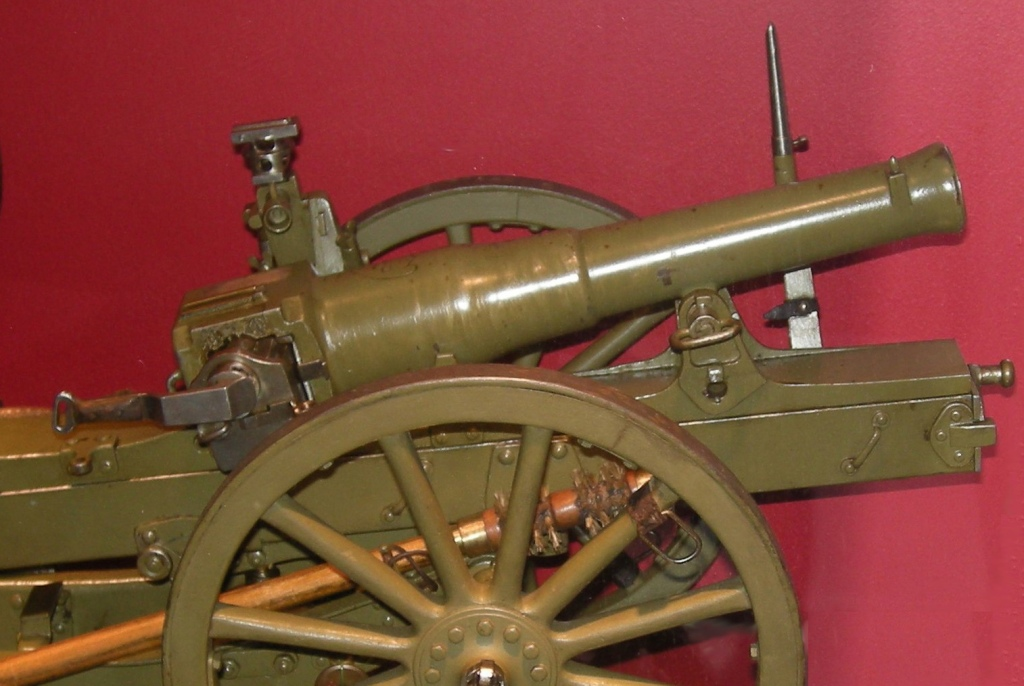
Auf der Rohrwiege auf hohe Elevation gestelltes Rohr der Gebirgskanone 1906

Die 7,5-cm-Gebirgskanone  Ord 1906 löste die von Krupp gefertigte 7,5-cm-Gebirgskanone Ord 1877 ab. Es handelte sich dabei um das erste Gebirgsgeschütz mit Rohrrücklauf das Einheitspatronen verschoss. Hergestellt wurde es von der Firma Krupp in Essen.
In den 1930er Jahren wurde es durch die 7,5-cm-Gebirgskanone 1933 L 22 abgelöst, blieb jedoch noch bis 1941 im Einsatz bei den Gebirgstruppen. Die wieder verwendbaren Geschütze wurden daraufhin von den Festungstruppen übernommen.

## Das Geschütz
Die 7,5-cm-Gebirgskanone 1906 L 22 wiegt schussbereit mit Schutzschild 399 kg, fahrbereit 300 kg. Das bei Krupp gefertigte Geschützrohr und Verschlussgehäuse ist einteilig und aus massivem Stahl gefertigt. Beim Schuss läuft das System auf dem Gehäuse der Rücklaufbremse (der Rohrwiege) 1050 mm zurück, wird durch ein hydraulisches System gebremst und durch 2 Federn wieder nach vorne gebracht. Im Gegensatz zur 7,5-cm-Gebirgskanone Ord 1877 benötigt der horizontal eingesetzte Flachkeilverschluss keinen Liderungsring mehr, da die Waffe Hülsenmunition verschiesst wie die drei Jahre vorher in der Schweizerarmee eingeführte 7,5-cm-Kanone 1903 L 30. Gezündet wird der Schuss durch den im Verschluss eingebauten Zündstift, der die zentral im Hülseboden angebrachte Zündkapsel anschlägt. Gesamtlänge des Rohres 14 Kaliber respektive 1050 mm, Kaliber 7,5 cm. Progressiver Rechtsdrall 3°59' bis 7°09'. Gesamtlänge des Geschütze 1,75 m, Breite 0,98 m, Spur 0,74 m.
Der Einsatz der Waffe erfolgte auf ihrer zweiteiligen Einholmlafette, die durch Einrammen ihres am hinteren Ende angebrachten Erdsporns am Zurückrollen gehindert wurde. Da das Rohr auf der Rohrwiege parallel montiert war, aber auch mit einer Erhöhung von 200 Promille montiert werden konnte, betrug der höchstmögliche Schusswinkel 400 Promille (23°). Die Seitenrichtung konnte um 36 Promille nach links und rechts verstellt werden.
Die Bedienungsmannschaft bestand aus einem Geschützführer und 8 Mann. Beim Einsatz sassen der Richtschütze links und der Lader rechts auf beidseitig an der Lafette angebrachten Sitzen. Die Richt- und Zielvorrichtung war direkt vor dem Richtschützen seitlich an der Rohrwiege angebracht. Sie bestand aus einem Stangenaufsatz mit dem darauf angebrachten Ziel- und Richtfernrohr. Direktes Zielen war mit diversen an der Rohrwiege angebrachten Aufsätzen, aber auch über das hinten am Verschlussgehäuse aufsetzbare Visier und das vorne am Rohr angebrachte Korn möglich.
Der Transport der 7,5-cm-Gebirgskanone 1906, gezogen auf ihrer Radlafette mit eisenbereiften Holzrädern erfolgte durch Pferdezug oder gebastet in 6 Lasten.

## Verwendete Munition
Die 7,5-cm-Gebirgskanone 1906 L 14 verschoss Schrapnells und Stahlgranaten mit Doppelzünder, später auch Stahlgranaten mit Momentanzünder. Die Geschosse waren kürzer und leichter als die der 7,5-cm-Kanone 03/22 L 30. Die verwendeten Hülsen waren wesentlich kürzer als die der Feldkanone, da die Einheitsladung 2 - 4 der Gebirgskanone kleiner war.  Geschoss und Hülse wurden als Einheit ins Rohr geladen. Verschossen wurde eine
- Stahlgranate, Schrapnell mit Doppelzünder (S, St G DZ), Gewicht 5'3 kg
- Stahlgranate mit Momentanzünder (St G MZ), Gewicht 4,9 kg

## Ballistik
Bei Verwendung der grösstmöglichen Ladung (Ladg. No. 4) wurden folgende Anfangsgeschwindigkeit V° und Schussdistanz erreicht:
- S, St G DZ, 275 m/s, 4700 m
- St G MZ, 300 m/s, 5000 m